# Lansana Conté
Pour les articles homonymes, voir Conté.
Lansana Conté (), né le 30 novembre 1934 à Moussayah Loumbaya (région de Dubréka) et mort le 22 décembre 2008 à Conakry, est un homme d'État guinéen. Il est président de la république de Guinée de 1984 à sa mort, soit durant 24 années.
D'origine soussou, il intègre l'armée française en 1955, et participe à la guerre d'Algérie. Promu lieutenant, il défend le régime dictatorial d'Ahmed Sékou Touré. Dix ans plus tard, il est élu député du Parti démocratique de Guinée (PDG, parti unique).
Parvenu au grade de colonel, il participe au coup d'État de 1984, à la suite de la mort du « père de l'indépendance de la Guinée », Sékou Touré. La junte, dénommée Comité militaire de redressement national (CMRN), porte alors Lansana Conté à la tête du pays.
Libéral et nationaliste, il privatise les entreprises publiques, réduit le nombre de fonctionnaires, et dote la Guinée d'une nouvelle Constitution qui autorise le multipartisme. Devenu général, il est officiellement élu président de la République en 1993, et largement reconduit en 1998 et 2003, grâce à une modification constitutionnelle. Malgré les restrictions des libertés et les menaces, l'opposition critique ouvertement ces scrutins, qu'elle estime truqués, et qu'elle boycotte par la suite.
À la fin de sa présidence, alors que la situation économique et sociale continue de se dégrader, Lansana Conté doit affronter plusieurs révoltes, qui sont réprimées et font plusieurs morts, ce qui le contraint à négocier avec les syndicats. Victime de plusieurs tentatives de renversement et d'assassinat, il meurt des suites d'une longue maladie. Sa mort est suivie d'un coup d'État renversant la IIe République, qu'il avait instaurée.

## Origines et formation
Fils d'agriculteur, Lansana Conté est issu de l'ethnie des Soussous. Il entre à l'école des enfants de troupe de Bingerville (Côte d'Ivoire) en 1950, puis à celle de Saint-Louis (Sénégal) ; il effectue ensuite ses classes au peloton de Kayes (Mali).

## Carrière militaire
En 1955, il entre dans l'armée française, et est affecté en Algérie pendant la guerre d'indépendance, en 1957. Après son service militaire, il retourne en Guinée, qui est devenue indépendante de la France le 2 octobre 1958 : il intègre alors la nouvelle armée avec le grade de sergent. Transféré au 2e bataillon d'artillerie, il est promu lieutenant en 1965.
Le 22 novembre 1970, lorsqu'un groupe d'exilés guinéens envahit le pays à partir de la Guinée portugaise, dans le but de renverser le gouvernement du président Ahmed Sékou Touré, il participe à des opérations visant à défendre la capitale. Après que les forces pro-gouvernementales parviennent à stopper l’invasion, Lansana Conté est promu, le 27 février 1971, au grade de capitaine pour « service rendu à la nation », et jouit de la réputation de militaire courageux. En 1973, il est nommé commandant de la région militaire de Boké (nord-ouest de la Guinée) afin d'aider le Parti africain pour l'indépendance de la Guinée et du Cap-Vert (PAIGC), mouvement de guérilla indépendantiste, dans le pays voisin, la Guinée portugaise.
Chef d'état-major adjoint de l'armée de terre à partir de 1975, puis chef de la délégation guinéenne au cours des négociations censées régler un différend frontalier avec la Guinée-Bissau en 1977, il est élu à l'Assemblée nationale en 1980, sur la liste unique du Parti démocratique de Guinée (PDG). Deux ans plus tard, élu membre du comité central du PDG, il est promu colonel.

## Président de la République

### Prise de pouvoir
Le 26 mars 1984, Ahmed Sékou Touré, le « père de l'indépendance », meurt à Cleveland lors d'une opération cardiaque et l'unique parti de l'époque, le Parti démocratique de Guinée (PDG), sombre dans de violentes querelles de succession.
C'est dans un contexte de déclin et d'incertitudes qu'une semaine plus tard, le 3 avril 1984, un coup d'État militaire dirigé par le colonel Conté renverse le président intérimaire, Louis Lansana Beavogui. La junte, dénommée Comité militaire de redressement national (CMRN), porte alors son chef de file au pouvoir, qui est proclamé président de la République deux jours plus tard, alors que vient d'être instituée la IIe République.
Le nouveau chef de l'État dénonce le régime de Sékou Touré et s'engage à établir un régime démocratique, à sortir la Guinée de son isolement international et à exploiter les ressources naturelles. Il se pose en défenseur des droits de l'Homme en libérant 250 prisonniers politiques, encourageant ainsi le retour d'environ 200 000 Guinéens de l'exil.
C'est ainsi que quelques mois plus tard, Lansana Conté est nommé Secrétaire général du Parlement international pour la sécurité et la paix, une organisation intergouvernementale dont le siège est en Italie.
Lansana Conté assure de facto la fonction de chef du gouvernement du 18 décembre 1984 au 9 juillet 1996, date à laquelle il nomme Sidya Touré comme Premier ministre.

### Débuts
Le 22 décembre 1985, dans son discours-programme, il opte pour un libéralisme économique, après 26 ans d'économie centralisée. Il lance de nombreuses réformes : le rétablissement de l'initiative privée, la privatisation de nombreuses entreprises publiques, la dévaluation de la monnaie et le rétablissement du franc guinéen, ainsi que la réduction des dépenses du gouvernement et l'encouragement des investissements étrangers.
Le 3 avril 1990, à l’occasion  du sixième anniversaire de l’avènement de la IIe République, Lansana Conté est promu au grade de général de corps d'armée. Dans le même temps, alors qu'une vague démocratique touche l'Afrique, il fait adopter une nouvelle Constitution par référendum le 23 décembre 1990. En 1992, dans le cadre des préparatifs de l'élection présidentielle de l'année suivante, les partis politiques sont officiellement légalisés et douze lois organiques réglementent le statut d'institutions telles que la Cour suprême.
Les mesures annoncées par le nouveau président ne tardent pas à se faire sentir : la croissance économique s'élève à 4,5 % par an et le taux d'inflation ne dépasse pas 5 %.
Le CMRN est dissout le 16 janvier 1991, et est remplacé par le Comité de transition pour le redressement national (CTRN), un organe composé à partie égale de civils et de militaires.

### Radicalisation du régime
Lors de l'élection présidentielle de 1993, Lansana Conté, candidat du Parti de l'unité et du progrès, est opposé à huit candidats, dont Alpha Condé (RPG). Le président sortant l'emporte dès le premier tour de scrutin avec 51,7 % des suffrages. Cette élection est vivement contestée par les partis d'opposition à la suite de la décision de la Cour suprême d'annuler les résultats de deux préfectures où Condé avait obtenu plus de 90 % des voix ; dès lors, le régime en place prend un visage plus radical.
Réélu avec 56,1 % des suffrages en 1998, Lansana Conté renoue peu à peu avec les pratiques autoritaires de Sékou Touré, en faisant notamment arrêter de nombreux opposants. En novembre 2001, il soumet à la population un référendum prévoyant une modification constitutionnelle afin qu'il puisse briguer un troisième mandat à la tête du pays. Le référendum, qui réduit la décentralisation et prolonge le mandat présidentiel de deux ans, est adopté par 98,4 % des voix, et est dénoncé par les observateurs internationaux.
Le 30 juin 2002, alors que les principaux partis d'opposition boycottent les élections législatives, le parti présidentiel remporte à nouveau la majorité à l’Assemblée nationale, obtenant 61,5 % des suffrages et 85 des 114 sièges à pourvoir.
Il lui arrive d'instrumentaliser les préjugés ethniques pour consolider son régime.

### Fin de présidence contestée

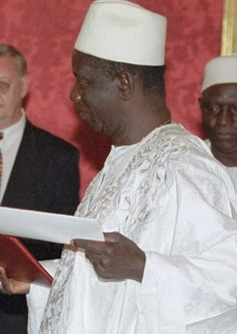
Lansana Conté en 2001.

En décembre 2003, il est réélu avec 95,63 % des suffrages, face à un seul adversaire, les autres opposants préférant ne pas participer à un scrutin qu'ils estiment joué d'avance.
Le 19 janvier 2005, des coups de feu auraient été tirés sur son cortège de voitures alors qu'il se rendait à Conakry dans ce qui était apparemment une tentative d'assassinat ratée. Un garde du corps aurait été blessé. Conté, indemne, prononce alors une allocution pour dire qu'il avait survécu parce que Dieu n'avait pas encore décidé qu'il était temps pour lui de mourir et évoque « des menaces de la part de ceux qui ne souhaitent pas voir le développement de la Guinée ou de ceux qui obéissent aux ordres qui leur sont donnés de l'étranger ». Un témoin présumé de la fusillade indique à RFI que les assaillants ont échangé des coups de feu avec les gardes du corps de Conte pendant environ quatre minutes, avant de lâcher leurs armes et de s'enfuir.
Au milieu de l'année 2006, alors que le prix du riz et du carburant est au plus haut, les nombreuses grèves générales et leurs sanglantes répressions, affaiblissent le président guinéen.
En août, Human Rights Watch rend public un rapport de trente pages qui condamne les violations des droits humains en Guinée, en mettant en évidence le vide politique résultant de la maladie du président en cours, et exprimant sa préoccupation quant à l'avenir. Mais en octobre 2006, le général Conté annonce qu'il compte demeurer président jusqu'à la fin de son troisième mandat en 2010, tout en précisant qu'il aime son pays et qu'il le protège contre ses ennemis. Il déclare également qu'il est à la recherche d'un successeur « comme [lui], qui a de l'envergure, patriote, pour diriger la Guinée ».
Malgré une nouvelle grève générale commencée le 10 janvier 2007, Lansana Conté s'accroche au pouvoir. Une semaine après, il annonce le limogeage de Fodé Bangoura, ministre d'État aux Affaires présidentielles et numéro deux du régime. Quelques jours plus tard, alors que plusieurs centaines de milliers de citoyens continuent à manifester et que 59 personnes sont mortes de la répression des forces de l'ordre, le général Conté accepte de nommer un Premier ministre de consensus. Il cède aux demandes des centrales syndicales à l'origine de la grève le 26 janvier, et annonce qu'il transférera toutes ses prérogatives de chef du gouvernement au futur Premier ministre, dont il ne révèle pas le nom immédiatement. Le 9 février, il choisit finalement de nommer Eugène Camara, un de ses proches. Mécontents de ce choix, les syndicats et la société civile s'embrasent. Le président cède à la pression, et le 26 février, il nomme Lansana Kouyaté au poste de Premier ministre. Le bilan humain de ce soulèvement est terrible : au moins 186 personnes sont tuées et 1 200 blessées.
Le 5 avril 2007, Conté cède le poste de ministre de la Défense nationale qu'il détenait depuis plusieurs semaines au général Arafan Ousmane Camara. Toutefois, le 5 décembre de la même année, un décret de restructuration des ministères accroît un peu plus les pouvoirs du secrétaire général de la présidence de la République, au détriment du Premier ministre.
En mai et juin 2008, des soldats menacent la stabilité du pays en réclamant le paiement des arriérés de leur solde, fragilisant encore un peu plus le régime en place. Cette fois-ci, le bilan s'élève à au moins trois morts et à des dizaines de blessés.

### Tentatives de renversement
Le 4 juillet 1985, l'ancien Premier ministre Diarra Traoré, un colonel qui a pris part au coup d'État de 1984, tente de s'emparer du pouvoir alors que le président Conté assiste au sommet de la Communauté économique des États de l'Afrique de l'Ouest (CEDEAO) à Lomé, au Togo. Mais le peuple et les troupes fidèles à Conté lui témoignent leur soutien par l’écrasement spontané de la rébellion. Au total, 18 personnes perdent la vie et une centaine de militaires, y compris Traoré, sont par la suite exécutés pour leur implication dans l’insurrection.
Une mutinerie militaire éclate les 2 et 3 février 1996 pour non-paiement des salaires. Caché dans les sous-sols du Palais des nations, le président échappe de peu à la mort, alors que l'on bombarde son bureau. Son apparition en public met cependant un terme à la révolte qui a causé plusieurs dizaines de morts.
Le 19 janvier 2005, il est victime d'une nouvelle tentative d'assassinat, alors que son cortège revient de l'aéroport de Conakry. Le président, qui n'a pas été blessé, déclare que « Dieu n'avait pas encore décidé que c'était temps qu'[il] meure ».

### Mort et conséquences
Des rumeurs récurrentes le disant mourant circulent dès 2002. Au mois de décembre de cette même année, des médecins marocains lui diagnostiquent une leucémie et une forme aiguë de diabète, et lui annoncent qu'il lui reste moins de six mois à vivre. À l'occasion de l'élection présidentielle de 2003, il reconnaît avoir des douleurs aux pieds, se voyant contraint de voter à bord de sa voiture en raison de sa difficulté à marcher.
Début 2006, son état de santé s'aggrave brusquement ; il se rend alors à plusieurs reprises à l'étranger pour se faire hospitaliser, et est victime de comas diabétiques à répétition. Lors d'une allocution au cours de l'année 2007, il confirme ses problèmes de santé : « Je suis en train de diminuer », déclare-t-il. Ayant confessé que la maladie le fatiguait depuis longtemps, il paraît de plus en plus amaigri.
Grand fumeur, Lansana Conté souffre également de problèmes cardiaques, est régulièrement absent des réunions internationales, ne quitte plus le territoire national lors des dernières années de sa vie, et ne peut pas assister aux cérémonies du 50e anniversaire de l'indépendance de la Guinée, le 2 octobre 2008. Alors qu’il est réputé très mal entouré, il ne vit plus dans la capitale mais dans un petit village où il cultive des champs de riz. Durant cette période, ce sont ses proches conseillers, régulièrement renouvelés, qui assurent véritablement le pouvoir.
Le 23 décembre 2008, Aboubacar Somparé, président de l'Assemblée nationale, annonce à la télévision que le président de la République est mort la veille, des suites d’« une longue maladie », sans préciser la cause exacte de sa mort. Un deuil de 40 jours est alors décrété par le Premier ministre.
Quelques heures après sa mort, un groupe d’officiers se présentant sous le nom de Conseil national pour la démocratie et le développement (CNDD) annonce à la radio, par le biais de son porte-parole Moussa Dadis Camara, la dissolution du gouvernement et de la Constitution du pays, ce qui inaugure un coup d'État. Le 24 décembre 2008, Moussa Dadis Camara s'autoproclame président de la République.
Les funérailles de Lansana Conté, qualifiées de « grandioses » par la presse,, se déroulent le 26 décembre 2008 à Conakry et rassemblent plus de 30 000 personnes, dont plusieurs chefs d'État africains.